# Голубая стрела (фильм)
«Голуба́я стрела́» — советский военно-приключенческий художественный фильм 1958 года режиссёра Леонида Эстрина, снятый по мотивам одноимённой повести Владимира Черносвитова на Киевской киностудии художественных фильмов имени А. П. Довженко.
В 1958 году в СССР фильм посмотрели 44 миллиона зрителей.

## Сюжет
Во время отдыха в одном из южных советских городов на берегу N-ского моря недалёкий лейтенант авиационной части Дудник, к тому же ещё и женатый, знакомится на пляже с симпатичной женщиной и пытается произвести на неё впечатление. Чтобы показать свою значимость, он рассказывает новой знакомой о готовящихся испытаниях совершенно секретной новой модели реактивного самолёта под названием «Голубая стрела». Лейтенант не знает, что девушка — тайный агент иностранной разведки. Из-за болтливости Дудника ей становится известно не только о факте создания этого самолёта, но и о времени и месте предстоящего проведения его испытаний, о чём она незамедлительно сообщает своему руководству.
В результате советский истребитель «Голубая стрела» сбит недалеко от нейтральных вод, одновременно с этим в сторону сбитого самолёта выдвигается иностранная подводная лодка. Катапультировавшийся в море лётчик сбитого самолёта майор Карпенко захвачен в плен на борт вражеской подводной лодки, экипаж которой маскируется под советских моряков; на борту подлодки в составе её экипажа есть русскоговорящие, в том числе потомки белоэмигрантов: сын владельца хутора с 6 десятками коров из Эстонии Янсен, командир подлодки Бельский, а также бывший военнопленный Остапчук. Кроме того, с подбитой и затопленной «Голубой стрелы» агенты иностранной спецслужбы захватывают секретный баллон с интенсификатором для горючего и доставляют его на подлодку. Противостоя диверсантам, погибает пограничник берегового пограничного поста сержант Гречка, а рядовой Кафнутдинов получает тяжёлое ранение. Тем не менее, советские пограничники успевают сообщить в штаб флота о произошедшем (в тайнике спрятан вахтенный журнал погранпоста).
План диверсантов раскрыт, вражеская подлодка блокирована в территориальных водах СССР. Лётчик Карпенко раскрывает маскировку диверсантов под советских подводников, с помощью перешедшего на его сторону моряка Остапчука выводит подлодку из строя, вследствие чего она теряет подводный ход и всплывает. Советские ВВС отбивают атаку вражеских самолётов, идущих на помощь подлодке с диверсантами. Экипаж подлодки сдаётся, похищение секретного баллона предотвращено.

## В ролях
| Актёр                 | Роль                                                                                         |
| --------------------- | -------------------------------------------------------------------------------------------- |
| Андрей Гончаров       | майор, в финале подполковник Дмитрий Васильевич Карпенко советский военный лётчик-испытатель |
| Генрих Осташевский    | военный лётчик Сергеев друг Карпенко                                                         |
| Николай Муравьёв      | диверсант Андрей Остапчук                                                                    |
| Константин Барташевич | командующий флотом, вице-адмирал                                                             |
| Павел Луспекаев       | начальник штаба, контр-адмирал                                                               |
| Анатолий Алексеев     | член Военного совета                                                                         |
| Алексей Максимов      | полковник Керженцев начальник особого отдела флота                                           |
| Юрий Боголюбов        | сержант Гречка советский пограничник                                                         |
| Анвар Тураев          | солдат Кафнутдинов советский пограничник                                                     |
| Анатолий Кокорин      | старший лейтенант Руденко                                                                    |
| Неонила Гнеповская    | Ольга жена майора Карпенко                                                                   |
| Борис Новиков         | лейтенант Дудник авиатехник                                                                  |
| Иван Переверзев       | Бельский командир вражеской подводной лодки                                                  |
| Александра Кузнецова  | иностранный агент Лариса Игнатьевна Ковальская                                               |
| Владимир Волчик       | диверсант Янсен помощник Бельского                                                           |
| Алексей Бахарь        | водолаз-диверсант Карл                                                                       |
| Фёдор Ищенко          | командующий авиацией флота                                                                   |
| Лев Олевский          | корреспондент (нет в титрах)                                                                 |

## Съёмочная группа
- Постановка — Леонида Эстрина
- Сценарий — Владимира Черносвитова при участии Владимира Алексеева (Розенштейна)
- Оператор — Александр Пищиков
- Оператор подводных съёмок — Фёдор Леонтович
- Композитор — Владимир Кирпань
- Музыка песни — Марк Фрадкин
- Текст песни — Владимира Карпеко
- Директор картины - Давид Яновер

## Использованная военная техника
Роль «вражеской субмарины» исполнила советская дизель-электрическая подводная лодка проекта 613. В качестве «Голубой стрелы» в фильме использовался истребитель МиГ-17, на что указывают удлиненные очертания и конструктивные особенности. Этот самолет имел по три аэродинамических гребня на крыльях т.н. двойной стреловидности, а также невысокий подфюзеляжный гребень в хвостовой части. Кроме того, были запечатлены стоящие на аэродроме более современные на то время истребители-перехватчики МиГ-17ПФ (первый полет в 1952 году). Внешне они выделялись носовой частью с характерным наплывом ("губой") и полусферическим обтекателем по центру. В завершающей части фильма показан эпизод "взлета" вертолета морской авиации Ка-15 и (общим планом) пролет нескольких вертолетов Ми-4.    